# 110627 Psaltis
110627 Psaltis è un asteroide della fascia principale. Scoperto nel 2001, presenta un'orbita caratterizzata da un semiasse maggiore pari a 3,0312276 au e da un'eccentricità di 0,1188840, inclinata di 1,57056° rispetto all'eclittica.